# La historia (álbum de Coda)
La historia —también conocido como Coda: La historia— es un álbum recopilatorio de la banda mexicana de rock en español Coda y fue lanzado por Sony Music México en 2010.

## Descripción y recepción
Este material discográfico se compone de un disco compacto que numera canciones de todos los álbumes de estudio de la banda, más un DVD que contiene vídeos musicales y presentaciones en directo de varios de sus temas.
Según el vocalista de Coda, Salvador Aguilar, este disco fue publicado para celebrar el 20.º aniversario de la fundación de la banda, en 1989.
El 22 de agosto de 2010, La historia de colocó en la 63.º posición en las listas de popularidad mexicanas.

## Lista de canciones
| Disco compacto |                                                                               |                                 |          |  |
| N.º            | Título                                                                        | Escritor(es)                    | Duración |  |
| 1.             | «Eternamente» (de Enciéndelo, 1993)                                           | Salvador Aguilar / Antonio Ruiz | 4:55     |  |
| 2.             | «Sin ti no sé continuar» (de Enciéndelo, 1993)                                | Aguilar / Ruiz / David Melchor  | 3:37     |  |
| 3.             | «Tócame» (de Enciéndelo, 1993)                                                | Aguilar / Ruiz / Melchor        | 3:55     |  |
| 4.             | «Atrévete» (de Enciéndelo, 1993)                                              | Aguilar / Ruiz                  | 3:40     |  |
| 5.             | «Veinte para las doce (Al calor de la noche)» (de Veinte para las doce, 1995) | Aguilar / Ruiz / Melchor        | 5:01     |  |
| 6.             | «Aún» (de Veinte para las doce, 1995)                                         | Aguilar / Ruiz / Melchor        | 4:53     |  |
| 7.             | «Si te tuviera aquí» (de Veinte para las doce, 1995)                          | Aguilar / Ruiz                  | 4:54     |  |
| 8.             | «Nada en común» (de Veinte para las doce, 1995)                               | Aguilar / Ruiz / Melchor        | 4:02     |  |
| 9.             | «Prohibido» (de Nivel 3, 1997)                                                | Aguilar / Ruiz                  | 4:09     |  |
| 10.            | «Luz roja» (de Nivel 3, 1997)                                                 | Aguilar / Ruiz                  | 3:42     |  |
| 11.            | «Murmullo» (de Interludio, 2004)                                              | Salvador Aguilar                | 4:04     |  |
| 12.            | «Corazón inconforme» (de Interludio, 2004)                                    | Salvador Aguilar                | 4:03     |  |
| 13.            | «Dufodo» (de Cabo, 2008)                                                      | Salvador Aguilar                | 3:34     |  |
| 14.            | «Firme» (de Vivo, 2006)                                                       | Salvador Aguilar                | 3:27     |  |
| 15.            | «T.A.T.» (de Interludio, 2004)                                                | Salvador Aguilar                | 3:34     |  |

| DVD |                                               |          |  |
| N.º | Título                                        | Duración |  |
| 1.  | «Atrévete»                                    |          |  |
| 2.  | «Si te tuviera aquí»                          |          |  |
| 3.  | «Murmullo»                                    |          |  |
| 4.  | «Eternamente»                                 |          |  |
| 5.  | «Veinte para las doce (Al calor de la noche)» |          |  |
| 6.  | «Sin ti no sé continuar»                      |          |  |
| 7.  | «Corazón inconforme»                          |          |  |
| 8.  | «Boby»                                        |          |  |
| 9.  | «Dame un poco de tiempo»                      |          |  |
| 10. | «Luz roja»                                    |          |  |
| 11. | «Por ti»                                      |          |  |
| 12. | «Nada en común»                               |          |  |
| 13. | «Tócame»                                      |          |  |
| 14. | «Te extraño»                                  |          |  |
| 15. | «Aún»                                         |          |  |
| 16. | «Viviendo de noche»                           |          |  |
| 17. | «Frío»                                        |          |  |
| 18. | «Vivo o muerto»                               |          |  |

## Créditos

### Músicos
- Salvador «Chava» Aguilar — voz principal
- Antonio «Toño» Ruiz — guitarras acústica y eléctrica
- Enrique Cuevas — guitarras acústica y eléctrica
- César Velasco — guitarras acústica y eléctrica
- Allan Pérez — bajo
- Jordan Pizano — bajo
- Guillermo Rivera — bajo
- Jesús «Chucho» Esquivel — batería
- Hiram Sánchez — batería
- Luis Camacho — batería
- David Melchor — teclados
- Leo Castellanos — teclados
- Hugo Riderstorm — teclados

### Productores
- Coda
- Luiz Carlos Meluly
- Robin Black
- Alejandro Zepeda

## Posicionamiento
| Año  | País   | Lista                    | Posición máxima |
| ---- | ------ | ------------------------ | --------------- |
| 2010 | México | AMPROFON Top 100 Álbumes | 63.º            |